# ДСМ IV - Ментални поремећаји
ДСМ-IV — Ментални поремећаји  су скуп менталних поремеђаја приказаних  у Дијагностичкиом  и статистичком приручник за менталне поремећаје (енгл. DSM) је написала и објављује Америчка психијатријска асоцијација. У њему се налазе категоризирани ментални поремећаји и критеријуми за успоставу дијагнозе. Приручник је у широкој употреби, од клиника и истраживачких институција, до осигуравајућих друштва, фармацеута итд. он се као такав на глобално нивоу користи ... да имплицира постојање клинички препознатљивог скупа симптома или понашања повезаних у већини случајева са стресом и сметњама у личним функцијама.

## ДСМ-IV из 1994.
ДСМ  који је првобитно објављен 1994. године навео је више од 250 менталних поремећаја, на основу става Америчког удружења психијатара. У њму су ментални поремећаји приказани као „клинички значајан бихејвиорални или психолошки синдром или образац који се јавља код појединца, ... повезан је са присутном невољом ... или инвалидитетом ... или са значајно повећава ризик од патње "али то" ... ниједна дефиниција не дефинише на одговарајући и прецизан начин, тако да су границе за концепт "менталног поремећаја" ... различите од ситуације и захтевају различите дефиниције “(АПА, 1994. и 2000). ДСМ такође наводи да „не постоји претпоставка да је свака категорија менталних поремећаја потпуно изолован ентитет са апсолутним границама које га деле од других менталних поремећаја или од стања без менталних поремећаја“.

## Ревидирани ДСМ-IV-ТР
ДСМ IV-ТР (ревидиран текст из 2000. године) састојао се од пет оса (домена) на основу којих се може проценити ментални поремећај, и то:
- Оса 1: Клинички поремећаји (сви ментални поремећаји осим поремећаја личности и менталне ретардације)
- Оса 2: Поремећаји личности и ментална ретардација
- Оса 3: Општа медицинска стања (мора бити повезана са менталним поремећајем)
- Оса 4: Психосоцијални и еколошки проблеми (на примјер ограничена мрежа социјалне подршке)
- Оса 5: Глобална процена функционисања (психолошке, друштвене функције и функције везане за посао вреднују се у континуитету између менталног здравља и екстремног менталног поремећаја).

## ДСМ-V
Систем класификације оса је уклоњен из ДСМ-V и сада има углавном историјски значај. Главне категорије поремећаја у ДСМ-V су:
| Група награђених менталног поремећаја у ДСМ | Примери                                                  |
| --- | -------------------------------------------------------- |
| Поремећаји се обично дијагностикују у детињству или адолесценцији. * Поремећаји попут АДХД -а и епилепсије такође су названи развојним поремећајима и развојним сметњама . | Ментална ретардација, АДХД                               |
| Делиријум, деменција, амнезија и други когнитивни поремећаји | Алцхајмерова болест                                      |
| Ментални поремећаји услед општег здравственог стања | Везано за СИДУ, психозу                                  |
| Поремећаји повезани са супстанцама | Злоупотреба алкохола                                     |
| Схизофренија и други психотични поремећаји | Делузиони поремећај                                      |
| Поремећаји расположења | Врх депресивног поремећаја, биполарни поремећај          |
| Анксиозни поремећај | Општи анксиозни поремећај, социјални анксиозни поремећај |
| Соматоформни поремећај | Поремећај соматизације                                   |
| Чињенични поремећај | Минхаузенов синдром                                      |
| Дисоцијативни поремећаји | Дисоцијативни поремећај идентитета                       |
| Поремећаји у исхрани | Анорексија нервоза, булимија нервоза                     |
| Поремећај сна | Несаница                                                 |
| Поремећај контроле импулса није класификован на другом месту | Клептоманија                                             |
| Поремећај прилагођавања | Поремећај прилагођавања                                  |
| Поремећај личности | Нарцисоидни поремећај личности                           |
| Поремећај сексуалног идентитета код деце | Диспареунија                                             |
| Друга стања која могу бити у фокусу клиничке неге | Тардивна дискинезија, злостављање деце                   |